# Gare de Gignac – Cressensac
Gare de Gignac - Cressensac – przystanek kolejowy w Gignac, w departamencie Lot, w regionie Oksytania, we Francji.
Jest przystankiem kolejowym Société nationale des chemins de fer français (SNCF), obsługiwanym przez pociągi TER Limousin i TER Midi-Pyrénées.